# Bartholomeus Ziesenis
Bart(h)olomeus (Bartold) Wilhelmus (Wilhelm) Henricus (Hendrik) Ziesenis (Amsterdam, 5 juni 1762 - Den Haag, 1 mei 1820), was een Nederlands architect en beeldhouwer.
Hij was de zoon van de beeldhouwer Anthonie Ziesenis. Van 1813-1820 was hij architect des Keizers, respectievelijk des Konings. Hij was getrouwd met Cornelia Hart, na haar dood hertrouwde hij in 1801 met de beroemde toneelspeelster Johanna Wattier (1762-1827).
- Biografisch Portaal: 69967628
- Gemeinsame Normdatei: 1207120057
- International Standard Name Identifier: 0000 0000 6823 7005
- Nederlandse Thesaurus van Auteursnamen: 073353418
- RKD-Nederlands Instituut voor Kunstgeschiedenis: 92769
- Union List of Artist Names: 500105789
- Virtual International Authority File: 295485436
- WorldCat: E39PBJg8GqqXYRGV7W49gwQg8C